# Нижнє Кляшево
Нижнє Кля́шево (рос. Нижнее Кляшево, чув. Анатри Кĕлешкасси) — присілок у складі Ібресинського району Чувашії, Росія. Входить до складу Чувасько-Тім'яського сільського поселення.
Населення — 210 осіб (2010; 222 у 2002).
Національний склад:
- чуваші — 99 %